# Kolno
Kolno (udtale: [ˈkɔlnɔ])  er en by  i den vestlige del af voivodskabet Podlaskie i det nordøstlige Polen,  med   9.999(2021)  indbyggere og et areal på 25,08 km².  Den  er en del af  powiatet (amt) Kolno, og ligger omkring 150 km nordøst for Warszawa.

## Historie
Den lekitiske (tidlig polsk) bosættelse udviklede sig fra det 8. århundrede, og en gord blev opført i det 8. eller 9. århundrede. I det 10. århundrede blev det en del af den nye polske stat. Som et resultat af fragmenteringen af Piast-regerede Polen, udgjorde det en del af provinsen Hertugdømmet Masovien, før det blev en del af Kongeriget Polens krone. Kolno blev første gang nævnt i 1222 og modtog byrettigheder fra hertug Janusz 3. af Masovien i 1425. En stor økonomisk ekspansion fandt sted i det 16. århundrede med mere handel og håndværk. Kolno var en kongeby under den polske krone i provinsen Storpolen.
Kolno blev ødelagt af brand under Kościuszko-opstanden i 1794. Efter Polens tredje deling (1795) blev det en del af Preussen, indtil 1807, og efterfølgende en del af det kortvarige polske Hertugdømmet Warszawa. Fra 1815 tilhørte det Kongres-Polen i den russiske del af Polen. I det 19. århundrede bosatte mange jøder sig i byen efter russisk diskriminerende politik og fordrivelsen af jøder fra Rusland til den russiske del af Polen (se Det jødiske bosættelsesområde i Zar-Rusland). Efter massakrerne på polske demonstranter begået af russerne i Warszawa i 1861, fandt polske demonstrationer og sammenstød med russiske soldater sted i Kolno. Kolno blev ødelagt igen i Første Verdenskrig, under kamp mellem de russiske og tyske imperier.